# Atlantida (revista)
Atlantida: mensário artístico, literário e social para Portugal e Brasil foi uma revista publicada em Portugal e no Brasil entre 1915 e 1920, que resultou de um projeto idealizado pelos seus diretores João de Barros e João do Rio, com vista à criação de um órgão de aproximação  estreita e reciproca  entre os dois países. Esta proximidade entre “povos  irmãos” ocupa o tema central da revista a par com a 1ª Guerra Mundial, aqui entendida como "momento adequado para  criar laços entre estados, baseados na raça, nas tradições e  história comum, e na noção de latinidade", e  ainda, as culturas portuguesa e brasileira, nas suas múltiplas formas de expressão.
Como colaboradores neste projeto encontram-se os nomes de:
- Augusto Casimiro, Guerra Junqueiro,  Jaime Cortesão, José de Campos Pereira, José de Macedo e Teófilo Braga no que concerne ao conflito 1914-1918;
- Agostinho de Campos, António Carneiro Leão, Barbosa de Magalhães, Delfim Santos, João de Barros, João de Deus Ramos, Leonardo Coimbra e Lúcio dos Santos na rubrica da educação e ensino;
- José de Figueiredo e Aquilino Ribeiro na crítica de arte;
- Avelino de Almeida  na de teatro;
- Joaquim Manso e Júlio Brandão na literária;
- Humberto Avelar na musical.

Colaboraram ainda Camilo Pessanha, Delfim Guimarães, Fausto Guedes Teixeira, Afonso Lopes Vieira, Henrique de Vasconcelos.

A Atlantida teve como diretor correspondente em Paris Graça Aranha que anunciou as colaborações de Camille Mauclair, Edmond Jaloux, Gaston Riou e Francis de Miomande.
No que respeita às artes plásticas a Atlantida reproduz nas suas páginas quadros e desenhos de Alberto de Sousa, Almada Negreiros, António Carneiro, António Soares, Columbano Bordalo Pinheiro, João Vaz, José Malhoa, José Pacheco, Mário Navarro da Costa, Raul Lino, Soares dos Reis e Veloso Salgado. De sublinhar, ainda, as ilustres colaborações de Gabriele D’Annunzio,  Guglielmo Ferrero e  Salomon Reinach.